# Chālkū
Chālkū (persiska: چالكو) är en ort i Iran.   Den ligger i provinsen Chahar Mahal och Bakhtiari, i den centrala delen av landet, 500 km söder om huvudstaden Teheran. Chālkū ligger 2 016 meter över havet och antalet invånare är 500.
Terrängen runt Chālkū är varierad. Runt Chālkū är det ganska glesbefolkat, med 38 invånare per kvadratkilometer. Närmaste större samhälle är Lordegān, 14,0 km norr om Chālkū. Omgivningarna runt Chālkū är i huvudsak ett öppet busklandskap.